# Havgrímur
Havgrímur fue un caudillo vikingo de las Islas Feroe en el siglo X. Según las sagas feroesas y tradición local, el primer colono vikingo estableció su granja en Suðuroy concretamente en Hov, nombre que procede del nórdico antiguo hof que identifica un lugar sagrado.
Havgrímur actuó como sacerdote Goði pagano local (blótsmaður mikil) y gobernó una parte del archipiélago feroés como feudo, mientras la otra parte estaba bajo gobierno de los hermanos Brestir Sigmundsson y Beinir Sigmundsson. Casó con Gudrid, una hija de Snæúlvur y juntos tuvieron un hijo llamado Øssur Havgrímsson. La saga Færeyinga cita que era un hombre temperamental y no muy inteligente.
En 969 medió en la discusión de sus amigos de Hov, Einar Suðringur y Eldjarn Kambhøttur que estaban enfrentados a causa de las pretensiones de los dos hermanos, Brestir y Beinir, parientes de Einar, por la isla de Stóra Dímun. Finalmente el conflicto, que ya duraba 65 años, acabó en tragedia y participando Havgrímur en el asesinato de los hermanos tras el fallo del Løgting (el thing feroés) a favor de Einar; el hijo de Brestir, Sigmundur Brestisson, fue testigo de la muerte de su padre con tan sólo 9 años. En la emboscada Havgrímur y cinco de sus hombres también perecieron.
Hov está situado en un área plana con una amplia vista del horizonte marítimo lo que ofrecía a los colonos conocer cualquier novedad con antelación. Su tumba se encuentra en undir Homrum sobre una colina y es el único sepulcro vikingo conocido de las Islas Feroe, pero su contenido fue muy dañado cuando un arqueólogo amateur lo descubrió y abrió en 1834.